# Yoram Barzel
Yoram Barzel là một nhà kinh tế học người Israel và là một giáo sư kinh tế tại trường Đại học Washington. Ông quan tâm đến quyền sở hữu, lý thuyết định giá ứng dụng, kinh tế chính trị. Barzel lấy bằng cử nhân vào năm 1953 và bằng thạc sĩ năm 1956 tại trường Đại học Hebrew Jerusalem. Ông đã hoàn thành bằng Tiến sĩ kinh tế từ Đại học Chicago năm 1961. Ông chuyên về lý thuyết định giá và tổ chức kinh tế.

## Nghiên cứu
Barzel nổi tiếng vì phát triển phương pháp quyền sở hữu/chi phí giao dịch trong kinh tế học. Ông từng viết về các đề tài khác nhau, từ đua xe cho tới nô lệ, cho vay kiểu Do Thái, quy tắc bầu trong các hội quản lý cộng đồng. Ông đã đưa ra nhiều ý tưởng, điển hình là ý tưởng về chạy đua đòi tài sản, đa nhiệm vụ, chế độ phân phối bằng chờ đợi, phân chia quyền sở hữu của các tổ hợp tài sản, chi phí đo lường, nguồn gốc kinh tế của dân chủ. Nghiên cứu của Barzel đã làm sáng tỏ nguyên nhân kinh tế của sự tồn tại của nhiều loại thể chế và cung cấp một khung phân tích chúng. Barzel nổi bật trong giới kinh tế học vì công lao mở rộng phạm vi của khoa học kinh tế thông qua chú ý đến tầm quan trọng của các loại thể chế và logic kinh tế của chúng.

## Sách
Sau đây là những cuốn sách được xuất bản bởi Barzel:
- The Political Economy of the Oil Import Quota, (đồng tác giả với Christopher D. Hall), Hoovers Institution Press, Stanford University, 1977
- Economic Analysis of Property Rights, Cambridge University Press, 1989.
- Productivity Change, Public Goods and Transaction Costs: Essays at the Boundaries of Microeconomics, (Economists of the Twentieth Century), Edward Elgar, 1995.
- A Theory of the State: Economic Rights, Legal Rights, and the Scope of the State, Cambridge University Press, 2002.